# Kosh-Begi
Kosh-Begi fou un títol d'alts funcionaris als kanats de l'Àsia central entre el segle xvi i el XIX. S'esmenta per primer cop entre els oficials superiors dels kans de Bukharà al segle xvi i al segle xvii era un dels principals col·laboradors del kan. Des 1709 es va crear el càrrec de gran kosh-begi equivalent a primer ministre; un càrrec de petit kosh-begi era menys important i relacionat amb la recaptació. Els grans kosh-begis sota la dinastia Mangit, foren generalment antics esclaus calmucs o perses, i a més de l'administració de l'estat governaven una província (generalment la de Bukharà mateix).
Al Kanat de Khivà no apareix fins al segle xvii però no se saben les funcions; amb la dinastia Kungrat al segle xviii va esdevenir un dels principals funcionaris, un emir (amir) membre de la noblesa uzbeka (a vegades parent del kan) encarregat dels afers militars, però compartia poder amb el mekter que s'ocupava de l'administració civil i era generalment un sart membre d'una burocràcia hereditària; el kosh-begi governava al mateix temps la part nord del kanat habitada per uzbeks nòmades, karakalpaks i turcmans; el seu col·lega governava la part sud on vivien els sarts sedentaris.
Al kanat de Kokand el títol està testimoniat al segle xix però no se saben les funcions precises però eren menys elevades que a Bukharà.
Al kanat txagataïda de Mogholistan al Turquestan Oriental el kosh-begi era el comandant en cap de l'exèrcit i cap de l'ala dreta i tenia el grau de gran emir, però l'administració corresponia a un wazir.